# Zhang Ailing (bádminton)
Zhang Ailing (en chino: 张爱玲; Shanghái, 17 de diciembre de 1958) es una deportista china que compitió en bádminton.
Ganó una medalla de bronce en el Campeonato Mundial de Bádminton de 1983, en la prueba individual. Además, consiguió dos medallas de oro en los Juegos Mundiales de 1981.

## Palmarés internacional
| Campeonato Mundial | Campeonato Mundial     | Campeonato Mundial | Campeonato Mundial |
| Año                | Lugar                  | Medalla            | Prueba             |
| ------------------ | ---------------------- | ------------------ | ------------------ |
| 1983               | Copenhague (Dinamarca) | Medalla de bronce  | Individual         |